# Course automobile du Castellet de Formule 2
La Course du Castellet de Formule 2 est une course de monoplaces, qui sert de support au Grand Prix automobile de France. L'épreuve remplace l'épreuve de Magny-Cours et compte pour le championnat de Formule 2 FIA depuis 2018.

## Palmarès
| Année | Vainqueur       | Écurie              | Catégorie | Résultats      |
| ----- | --------------- | ------------------- | --------- | -------------- |
| 2018  | George Russell  | ART Grand Prix      | Formule 2 | Résultats (en) |
| 2018  | Nyck de Vries   | Prema Racing        | Formule 2 | Résultats (en) |
| 2019  | Nyck de Vries   | ART Grand Prix      | Formule 2 | Résultats (en) |
| 2019  | Anthoine Hubert | Arden International | Formule 2 | Résultats (en) |